# Зверинецкая улица (Москва)
Звери́нецкая улица — улица в районе Соколиная Гора Восточного административного округа города Москвы. Проходит от 2-й Хапиловской улицы до Окружного проезда. Нумерация домов от 2-й Хапиловской улицы. Пересекается с улицей Ибрагимова, Мироновской улицей и Фортунатовской улицей.

## История
Здесь в XVII в. проходила дорога в Измайловский лес, где размещался зверинец царя Алексея Михайловича, именем которого (Алексеевская) прежде называлась эта улица. Современное название улице дано в 1922 году.